# 赫兹公司诉弗兰德案
赫兹公司诉弗兰德案 （Hertz Corp. v. Friend）559 US 77（2010）），是美国最高法院审理的一起案件，判决书中最高法院支持在审查设计企业公民州籍身份的多元化管辖权规则问题（28 USC§1332）时，适用“神经中枢”（nerve center）测试来确认企业公民州籍。 赫兹公司认为，该案件不能在加州司法管辖区内审理，因此希望加州法院驳回该案件。然而，州法院裁定，加州的管辖权是适当的，并重申了“经营地点”对公司的重要性。  最高法院推翻了这一判决，但同时也警告称，如果公司总部不是实际的指导、控制和协调中心，那么它将不能被视为主要营业地点，例如它“只是公司举行董事会会议的办公室”。

## 背景
2007年9月，被告梅林达·弗伦德和约翰·尼厄（均为加利福尼亚州公民）在加利福尼亚州法院起诉赫兹租车公司，代表多位据称遭受类似损害的加利福尼亚人寻求赔偿，理由是该公司违反了加利福尼亚州的工资和工时法。  
赫兹请求将此案转移到联邦法院，声称双方是不同州的公民，因此公民身份多元化是相关的。为了进一步支持这一说法，赫兹提供了详细信息，表明其业务主要在新泽西州，而其在加利福尼亚州的业务规模较小，并不构成其主要营业地。  
最初，法院裁定加利福尼亚州无疑是赫兹的主要营业地，因为其大部分营业收入和收益均来自该州，因此判定赫兹应承担加利福尼亚州管辖范围内的责任。然而，随后对百思买案件的裁决却宣称，尽管百思买的情况与加州类似，而且其在加州的业务总体上较少，但百思买并不是加州公民。此后，赫兹向法院申请调卷令，并得到批准。  

## 案件
赫兹有责任向法庭证明他们确实不是加州公民，因此有权向联邦法院而不是加州法院提起诉讼。因此，法院试图解决各巡回法院迄今为止给出的不同解释。  
该案的难点在于确定“主要营业地”的范围，因为先前的案件和法规并未提供具体的指导。过去法院如何确定公司的主要营业地？一些法院采用 "神经中枢 "测试法，侧重于公司总部所在地，而另一些法院则采用 "主要组织"测试法，侧重于公司大部分日常业务的所在地。即使回顾一系列历史案件，法庭也未能找到任何确凿的结论。法院找不到任何令人信服的证据来支持“神经中枢”或“经营地点”方法，因此继续审议。  
法院最终将这两种解释缩小为“神经中枢”指的是主要协调运营的地点，“运营地点”指的是产生最重要收入的地点。即使有了这个确凿的发现，答案仍然不清楚。  

## 决定
法院判定，尽管加利福尼亚州的业务规模巨大，但还不足以使赫兹被视为加利福尼亚州公民；也就是说，加利福尼亚州并不是赫兹的主要营业地，也不是其大部分收入的来源。因此，法院裁定，新泽西州实际上是赫兹公司的“神经中枢”，其所有业务的总部都设在这里，因此赫兹有权通过公民多元化原则向联邦法院提起诉讼。然而，尽管赫兹的诉求成功获批，但案件并未结束，随后案件被上诉至联邦法院，在那里审理并完成了初审。  

## 意义
此案确立了许多至今仍被法院在涉及公民身份多元化的案件中确定公司公民身份时所采用的规程。它建立了一个更为宽松的代码，而不是统一的代码，它同时审查“神经系统”方法和“操作地点”方法来做出裁决。这种推理源于这样一个事实：所有公司都是不同的，具有不同的因素、运营水平和总部性质，所有这些都可能改变其主要公民身份所在州。值得注意的是，所有公司都可以通过自己的特定测试来确定其公民身份。然而，同样值得注意的是，一旦一家公司宣布了其国籍属于某个州，那么在未来的公民身份多元化案件中，如果不对其主要经营地点或总部所在地进行重大改变，它就不能再提出其他主张。  